# جون أشقر
جون أشقر (John Achkar؛ ولد في 10 نوفمبر 1990)، كوميدي لبناني، رائد أعمال، ومقدم برامج تلفزيونية. 
يقيم في بيروت، لبنان، ودبي، الإمارات العربية المتحدة، ويُعرف أشقر بتناوله الكوميدي لمواضيع مثل العرق، الزواج، الثقافة، والحياة المهنية. قدم عروضاً على المستوى الدولي، بما في ذلك في أوروبا، أستراليا، أمريكا الشمالية، ومنطقة الخليج، مما أكسبه شعبية بين أفراد الجالية اللبنانية في الخارج. بالإضافة إلى مسيرته الكوميدية، يعد أشقر مؤسس Everythink، وهي شركة عائلية تركز على المنتجات المستدامة والمبتكرة.

## الحياة المبكرة والتعليم
ولد أشقر في 10 نوفمبر 1990 في عرايا، لبنان. حصل على بكالوريوس العلوم في الاقتصاد من جامعة القديس يوسف في بيروت. تابع دراسته لنيل ماجستير الآداب في التاريخ والعلاقات الدولية في معهد العلوم السياسية (Sciences Po) عبر برنامج إيراسموس. كما أكمل ماجستير إدارة الأعمال (MBA) من كلية IE للأعمال وجامعة سنغافورة للإدارة.
أثناء دراسته الجامعية، انخرط أشقر في السياسة الطلابية وشغل منصباً في مجلس الطلابي. اكتشف شغفه بالكوميديا لأول مرة خلال حدث خيري نظمه اتحاد الكشاف اللبناني.

## المسيرة المهنية

### ستاند اب كوميدي
بدأ أشقر مسيرته في مجال الكوميديا عام 2019. تناولت أعماله التحديات الاجتماعية والسياسية في لبنان، حيث تفاعل الجمهور مع حس الفكاهة الذي يعكس نضالات الحياة اليومية.
اكتسب أشقر شهرة من خلال Stand Up Baladi، أول سلسلة كوميدية ارتجالية باللغة العربية في لبنان، وظهر في برنامج Stand Up Ya Arab! على شبكة شبكة أوربت شوتايم. في عام 2023، زادت شهرته بعد أدائه في مهرجان دبي للكوميديا، حيث سلطت التغطية الإعلامية الضوء على عروضه التي لاقت رواجاً واسعاً.
في عام 2023، قدم أشقر عرضه الكوميدي الثاني "وين عايش" ، الذي يتناول موضوعات الطلاق، الحياة في دبي، والتأقلم مع حياة المغتربين اللبنانيين. تضمنت الجولة عروضاً في لبنان، الأردن، كندا، وأوروبا. عرض أشقر الكوميدي الثالث "شو ذكي!؟" انطلق في أواخر عام 2023، وشمل أكثر من 50 مدينة في منطقة الخليج، أوروبا، أستراليا، كندا، والشرق الأوسط.

### التلفزيون
في عام 2023، أطلق أشقر برنامج طار الوقت، وهو برنامج ساخر يعرض على المؤسسة اللبنانية للإرسال الدولية (LBCI). يجمع البرنامج بين الكوميديا والأحداث الجارية، ويستضيف شخصيات بارزة من مجالات مختلفة.
1. ↑  "The Rise of John Achkar: From Fundraiser to Fame" (بالإنجليزية الأمريكية). 27 Jan 2025. Retrieved 2025-03-04.
2. ↑  Hoffner، Anne-Bénédicte. "Portrait: John Achkar, ce consultant et comédien beyrouthin presque trentenaire s'est démultiplié après l'explosion qui a ravagé le port de Beyrouth le 4 août". La Croix. مؤرشف من الأصل في 2025-01-23. اطلع عليه بتاريخ 2024-12-23.
3. ↑  Amalvy، Remi. "John Achkar, l'entrepreneur le plus drôle du Liban". Ici Beyrouth. مؤرشف من الأصل في 2025-01-23. اطلع عليه بتاريخ 2024-12-24.
4. ↑  "John Achkar, « maronite, divorcé et vacciné »". L'Orient-Le Jour (بالفرنسية). 13 Oct 2022. Retrieved 2025-03-04.
5. ↑  "جون أشقر لـ«الشرق الأوسط»: ما أقدّمه على الخشبة يشبهني في الواقع". aawsat.com. اطلع عليه بتاريخ 2025-02-25.
6. ↑  "هو مذيع على شاشة الـ LBCI.. فنان لبناني شهير يقتحم زفاف الكوميدي جون أشقر شاهدوا ماذا حصل (فيديو)". Lebanon24. اطلع عليه بتاريخ 2025-02-25.
7. ↑  "Comedian John Achkar: At 33, my whole life is a sketch". L'Orient Today (بالإنجليزية). 25 Jul 2024. Archived from the original on 2024-08-06. Retrieved 2025-02-25.